# Mindre gökduva
Mindre gökduva (Macropygia ruficeps) är en fågel i familjen duvor inom ordningen duvfåglar. Den förekommer i Sydöstasien från Burma till Små Sundaöarna.

## Utseende och läte
Mindre gökduva är en liten duva med oproportionerligt lång och bred stjärt. Båda könen har mörkbrunt på rygg och vingar, medan den är orangebrun på huvud och undersida. Honan har en mängd stora svarta fläckar på bröstet som hanen saknar. Lätet består av långa serier med studsande hoande ljud.

## Utbredning och systematik
Mindre gökduva delas in i åtta underarter med följande utbredning:
- Macropygia ruficeps assimilis – södra Myanmar, nordvästra Thailand och sydvästligaste Kina (Yunnan)
- Macropygia ruficeps. engelbachi – nordvästra Vietnam (västra Tonkin) och norra Laos
- Macropygia ruficeps malayana – Malackahalvön
- Macropygia ruficeps simalurensis – Simeulue (utanför Sumatra)
- Macropygia ruficeps sumatrana – Sumatra
- Macropygia ruficeps nana – Borneo och Sibatik
- Macropygia ruficeps ruficeps – Java och Bali
- Macropygia ruficeps orientalis – Lombok, Sumbawa, Komodo, Flores, Sumba, Pantar och Timor

## Levnadssätt
Liksom de flesta gökduvor är denna art skygg och svår att få syn på i undervegetationen i de städsgröna lövskogar den bebor. Födan består av bär och frön. Arten födosöker på marken eller i träd. Flockar ses ofta i jordbruksmarker, framför allt risfält.

## Status och hot
Arten har ett stort utbredningsområde, men tros minska i antal, dock inte tillräckligt kraftigt för att den ska betraktas som hotad. Internationella naturvårdsunionen IUCN listar arten som livskraftig (LC).